# 薩根標準
薩根標準（英語：Sagan standard）指的是一句格言，認為「超凡主張須有超凡證據」（Extraordinary claims require extraordinary evidence，簡稱ECREE）。

## 理據
不平凡主張指的是不為既有的證據，也就是「平凡」證據所支持的主張。這類主張必須有新觀測到的證據來支持，不然就是要重新詮釋既有證據，而這樣做很「超凡」。
有學者認為這格言是改寫自拉普拉斯的格言（英語：Laplace's Principle），該格言認為「超凡主張提出的證據必須與其奇異度成正比」。
有學者認為超凡主張須有超凡證據是科學思考、批判思考和理性思考的一項重要原則。

## 歷史
這句格言在1980年電視節目Cosmos因卡尔·萨根而變得普及。有兩篇1978年的文章也都用了一樣的句子，其中一篇刊載在《美国新闻与世界报道》，另一篇則由科內如‧羅摩奎師那‧勞歐所撰寫並刊在《超心理學期刊》（Journal of parapsychology），兩篇皆受之後成為《科學》期刊編輯的物理學家菲力普·艾貝爾森所引用。
一些人指出，在更早以前，就已有非常類似但表達方式不同的說法。皮埃尔-西蒙·拉普拉斯就曾說過「不尋常主張的證據量必須與其不尋常度成比例。」1808年，托马斯·杰斐逊曾說：「每天有成千上萬我們無法解釋的現象出現，但對於尚待得知的自然法則間缺乏類同的那些提出的可能真相，驗證其真偽所需的證據，與驗證難度成比例。」在1978年的《論非凡：嘗試澄清》（On the Extraordinary: An Attempt at Clarification）一文中，社會學家馬塞羅·突魯西（Marcello Truzzi）說：「非凡主張需要非凡證明。」
在2004年，腳踏車選手藍斯·阿姆斯壯曾以「超凡主張要有超凡證據」（Extraordinary allegations require extraordinary evidence）這段話回應記者大衛·華許提出他使用禁藥的傳聞。阿姆斯壯最終在2013年坦承使用禁藥。

## 對此格言的批判
這句格言提升了對於非既有共識主張的證據標準，進而表現出對「正統」顯著的支持，且對何謂「超凡證據」的判斷，可以是主觀且模稜兩可，因此受到一些批評。大衛・戴明（David Deming）寫道說：「科學不考慮兩類證據。誤用『非凡主張要有非凡證據』不可免會導致減慢以科學建立可信知識的目標，應避免因而壓抑創新及保持正統的狀況。」